# Lijst van rijksmonumenten in Zetten
Zetten telt 9 inschrijvingen in het rijksmonumentenregister. Hieronder een overzicht.
| Object                                                               | Oorspronkelijke functie?  | Bouwjaar        | Architect | Locatie                | Coördinaten?                  | Nr.?   | Afbeelding                                                           |
| -------------------------------------------------------------------- | ------------------------- | --------------- | --------- | ---------------------- | ----------------------------- | ------ | -------------------------------------------------------------------- |
| Dorpskerk                                                            | Kerk en kerkonderdeel     | 15e eeuw (koor) |           | Kerkstraat 11          | 51° 55' 45" NB, 5° 42' 59" OL | 36761  | Meer afbeeldingen                                                    |
| Toren van de Dorpskerk                                               | Kerk en kerkonderdeel     | 14e eeuw        |           | Kerkstraat bij 11      | 51° 55' 45" NB, 5° 42' 59" OL | 36762  | Meer afbeeldingen                                                    |
| Heldring: vluchtheuvelkerk                                           | Kerk en kerkonderdeel     | 1870 (ingewijd) |           | Vluchtheuvellaan 8     | 51° 55' 53" NB, 5° 42' 50" OL | 523910 | Meer afbeeldingen                                                    |
| Heldring: vier natuurstenen grafplaten                               | Begraafplaats en -onderdl | 1876-1923       |           | Vluchtheuvellaan bij 8 | 51° 55' 53" NB, 5° 42' 50" OL | 523911 | Heldring: vier natuurstenen grafplaten                               |
| Heldring: twee toegangshekken                                        | Erfscheiding              | 1880            |           | Vluchtheuvellaan bij 8 | 51° 55' 53" NB, 5° 42' 50" OL | 523912 | Heldring: twee toegangshekken                                        |
| Heldring: leigraaf                                                   | Waterweg, werf en haven   | 1880            |           | Vluchtheuvellaan bij 8 | 51° 55' 53" NB, 5° 42' 50" OL | 523913 | Heldring: leigraaf                                                   |
| Boerderijcomplex: boerderij met tussenlid en aangrenzende schuur     | Boerderij                 | 1929            |           | Veldstraat 57          | 51° 55' 33" NB, 5° 42' 21" OL | 523915 | Boerderijcomplex: boerderij met tussenlid en aangrenzende schuur     |
| Boerderijcomplex: fruitschuur                                        | Boerderij                 | 1929            |           | Veldstraat bij 57      | 51° 55' 33" NB, 5° 42' 21" OL | 523916 | Boerderijcomplex: fruitschuur                                        |
| Boerderijcomplex: bruggetje met smeedijzeren borstwering en draaihek | Brug                      | 1929            |           | Veldstraat bij 57      | 51° 55' 33" NB, 5° 42' 21" OL | 523917 | Boerderijcomplex: bruggetje met smeedijzeren borstwering en draaihek |